# Stanislav Zela
Stanislav Zela (12. července 1893 Horní Nětčice – 6. prosince 1969 Radvanov) byl český katolický duchovní a teolog, pomocný biskup olomoucký (1941–1969).

## Život

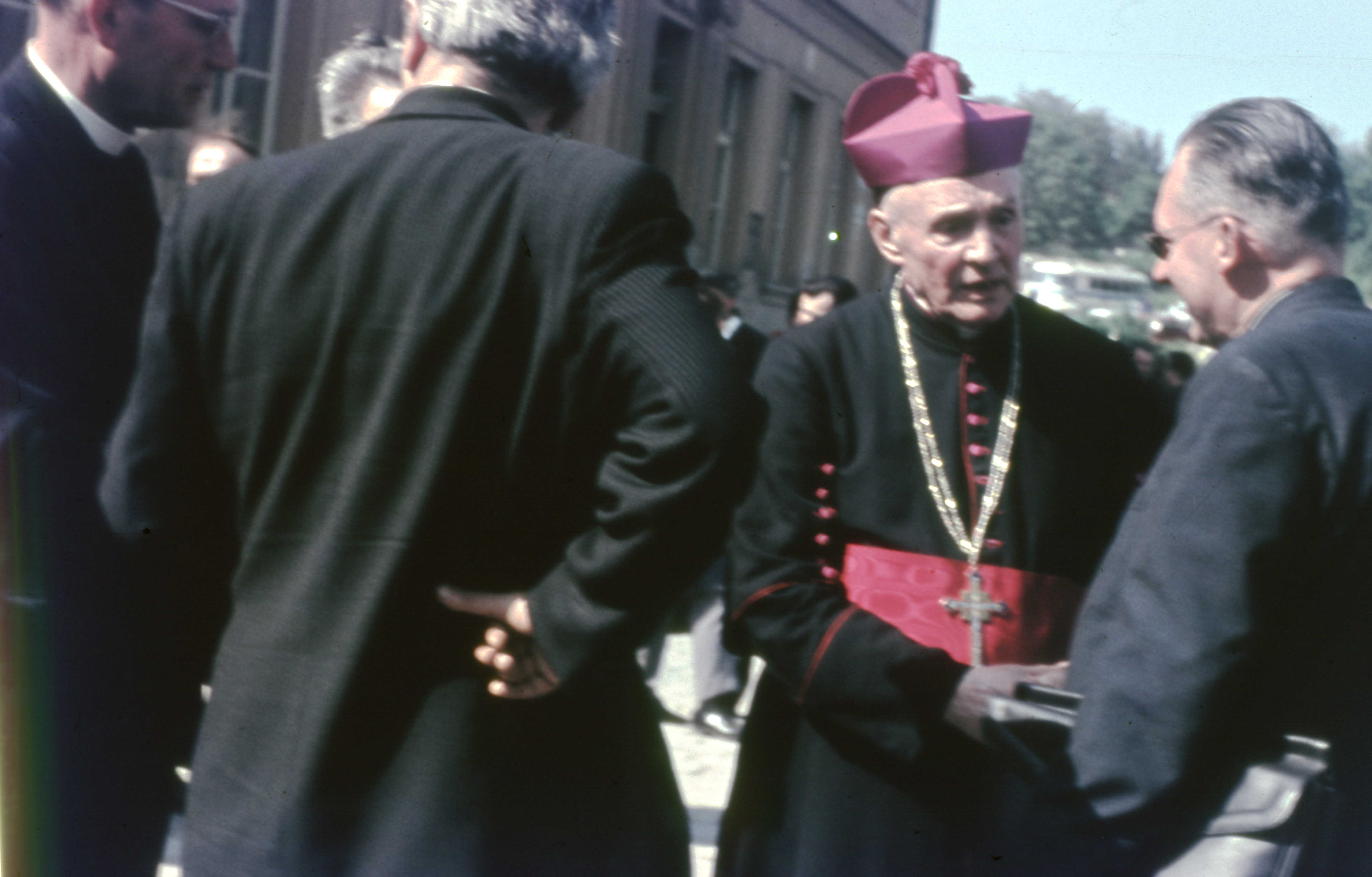
Biskup Stanislav Zela, na Velehradě 5. července 1969

Stanislav Zela byl na kněze vysvěcen v roce 1917, dlouhá léta pak působil jako ceremoniář a sekretář olomouckých arcibiskupů Skrbenského, Stojana a Prečana. Roku 1926 byl promován na doktora teologie. V roce 1939 byl pro své protinacistické postoje zatčen a strávil tři měsíce v koncentračním táboře. Poté byl dlouhodobě šikanován povinností opakovaně se hlásit na gestapu. Roku 1935 byl jmenován papežským prelátem, r. 1938 nesídelním a r. 1940 sídelním kanovníkem olomoucké kapituly. V roce 1941 byl jmenován titulárním biskupem harpaským a olomouckým pomocným biskupem. Roku 1944 byl investován na preláta scholastika olomoucké kapituly. V letech 1947–1948 byl kapitulním vikářem a poté generálním vikářem olomoucké arcidiecéze (1948–1950). 
V červenci 1950 byl zatčen a v prosinci téhož roku pak odsouzen ve vykonstruovaném procesu (proces Zela a spol.) k 25 letům vězení. V roce 1963 byl propuštěn, zbytek života dožil ve faktické internaci v charitním domově v Radvanově. V červnu 1969 byl rozsudek nad ním v plném rozsahu zrušen.

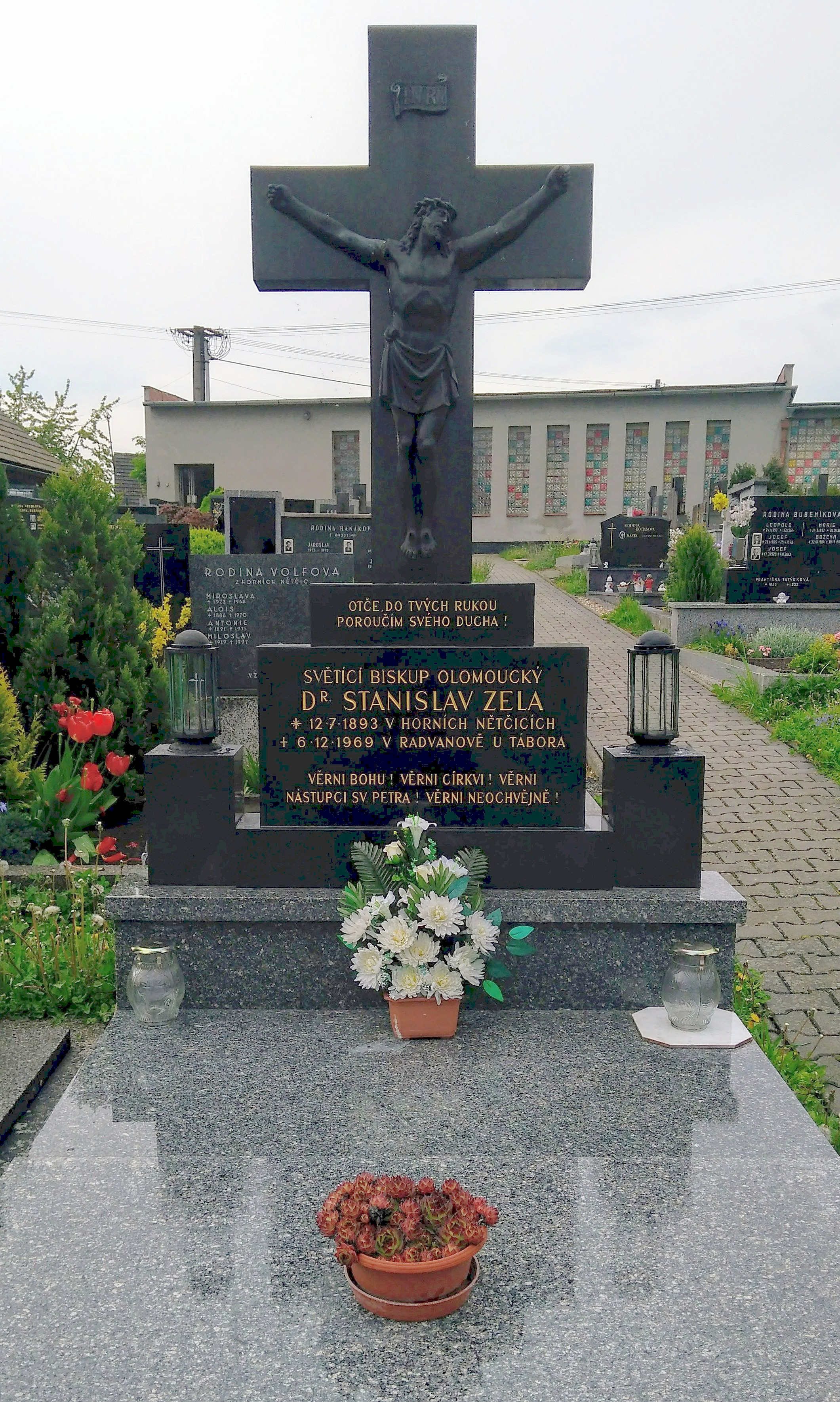
Hřbitov Soběchleby - hrobka

## Dílo
- Zela Stanislav, Saul - povahopis genetický, nevydaná doktorská práce [1926].
- Zela Stanislav, Náboženské poměry v Olomouci za biskupa Marka Kuena (1553–1565), Olomouc, nákladem vlastním, 1931.